# Carol Kidd
Pour les articles homonymes, voir Kidd.
Carol Kidd est une chanteuse de jazz britannique, née en 1945, qui interprète les standards du répertoire depuis de longues années. Écossaise, décorée en 1998, elle est membre (MBE) de l'Ordre de l'Empire britannique. Elle fut notamment remarquée par Frank Sinatra qui la considérait comme la meilleure chanteuse de jazz du Royaume-Uni. Cette artiste vit chacune de ses interprétations de manière intense et sa sensibilité transparaît dans ses enregistrements qui sont très soigneusement réalisés. L'explication de la qualité sonore exceptionnelle de ses albums est que sa maison de disques n'est autre que Linn Records, filiale du célèbre manufacturier écossais de matériel haute-fidélité Linn Products. Ses disques sont d'ailleurs essentiellement distribués en France chez les revendeurs de matériel de cette marque.

## Discographie
(non exhaustive, y figurent les principaux CD, qui sont pour certains sortis également en SACD)
- The Night we called it a day..., album 10 titres (1990).
- I'm glad we met, album 12 titres (1991).
- When I dream, album 15 titres (1993).
- Nice work, album 13 titres (1993)
- Crazy for Gershwin, album 14 titres (1994).
- Carol Kidd, album 13 titres (1994).
- The Best of Carol Kidd Vol. 1, compilation 19 titres (1995).
- The Best of Carol Kidd Vol. 2, compilation 20 titres (1995).
- All my tomorrows, album 11 titres (1998).
- That's me, album 14 titres (1999).
- A Place in my heart, album 12 titres (2001).
- Very best of Carol Kidd, compilation (2005).